# Erdősmecske
Erdősmecske es un pueblo ubicado en el distrito de Pécsvárad, en el condado de Baranya, Hungría.

## Superficie
Posee una superficie de 26,44 kilómetros cuadrados.

## Demografía
Hasta 2019 la población era de 307 habitantes, con una densidad de población de 11,61 habitantes por kilómetro cuadrado.